# Nototriche longirostris
Nototriche longirostris är en malvaväxtart som först beskrevs av Weddell, och fick sitt nu gällande namn av Arthur William Hill. Nototriche longirostris ingår i släktet Nototriche och familjen malvaväxter. Inga underarter finns listade i Catalogue of Life.